# WWE SmackDown vs. Raw 2010
WWE SmackDown vs. Raw 2010 (également connu sous le titre WWE SvR 2010), est un jeu vidéo de catch professionnel développé par Yuke's et publié par THQ sur consoles PlayStation 2 (PS2), PlayStation 3 (PS3), PlayStation Portable (PSP), Wii, Nintendo DS, et Xbox 360. Le jeu est la onzième édition de la série WWE SmackDown vs. Raw. Il est commercialisé en octobre 2009. TOSE supervise la version Nintendo DS.
WWE SmackDown vs. Raw 2010 est basé sur la promotion professionnelle de la World Wrestling Entertainment (WWE), et est intitulé d'après les deux branches de la fédération : SmackDown et Raw. Il expose également d'anciennes superstars de la troisième branche ECW. C'est également le dernier jeu à exposer la ECW dans le titre. Similaire aux précédents jeu de la série, cette opus 2010 implique les joueurs dans une variante de matchs et de modes. Le jeu ajoute également plusieurs nouvelles fonctions dans les versions Xbox 360 et PlayStation 3.
Le jeu est pour la première fois disponible sur application iPhone. Celle-ci a été ajoutée le 23 décembre 2009. En date du mois de juin 2010, le jeu est retiré du App Store.

## Système de jeu
WWE SmackDown vs. Raw 2010 expose de nouvelles jouabilité dans les matchs, mais pas autant que dans les précédents opus de la série. Désormais, un tutoriel optionnel en français peut être activé pour habituer les joueurs à la nouvelle jouabilité. Le joueur choisit une superstar, son adversaire (personnage non-joueur ou adversaire en-ligne), le type de match ainsi que d'autres options exposées dans le match. Pendant le match, des cases apparaissent et exposent différentes instructions sur les manières d'exécuter les performances comme les prises de finition. Il existe environ une centaine de conseils disponibles. Pour la première fois depuis WWE SmackDown vs. Raw 2007, le jeu expose plusieurs prises de finition.
Au total, 16 arènes sont proposées dans le jeu incluant - Armageddon, Backlash, Cyber Sunday, ECW, The Great American Bash, Judgment Day, Night of Champions, No Mercy, No Way Out, Raw, Royal Rumble, Smackdown, SummerSlam, Survivor Series, Unforgiven et WrestleMania 25. Dans le mode Wrestlemania, six catcheurs sont sélectionnés, ceux-ci incluant Edge, Shawn Michaels, Triple H et John Cena (Guerre des écuries), Randy Orton et Mickie James (en tant que superstar créée).

## Roster
WWE SmackDown vs. Raw 2010 expose 67 superstars et divas sur chaque console à l'exception des versions Nintendo DS (dans laquelle seulement 30 personnages sont exposés), et Mobile (exposant seulement 11 superstars). La majorité des rosters est révélée durant une entrevue sur le site GameSpot avec The Miz, Eve Torres et Howard Finkel,. Le roster de l'édition 2010 est divisé en six classifications : Raw, SmackDown, ECW, WCW, legends et free agents. Comme pour le précédent opus, les joueurs peuvent choisir de changer la classification des rosters. C'est également le dernier jeu vidéo exposant Umaga à la suite de sa mort ainsi que Jeff Hardy pour son départ à la Total Nonstop Action (TNA).
Un personnage bonus, Stone Cold Steve Austin, est exposé en tant que contenu téléchargeable dans les versions PlayStation 3 et Xbox 360. Le personnage peut être obtenu grâce à un code acheté depuis GameStop, EB Games ou Game. Chaque code de déblocage acheté est individuellement obtenu. Stone Cold Steve Austin peut également être obtenu à partir du PlayStation Store pour 0,99 dollars, et sur Xbox Live Marketplace pour 80 points Microsoft. C'est le dernier jeu à exposer Mr. Kennedy, Umaga, Tommy Dreamer, Carlito,  Jesse et Festus en tant que personnages jouables, mais celui-ci réapparaîtra dans SmackDown vs Raw 2011 en tant que Luke Gallows,,.

## Développement
La première annonce du jeu vidéo a été effectuée en mai 2009. Le développement est officiellement annoncé durant l'E3 di 1er juin 2009 par WWE, Yuke's et THQ,. Pour la première fois dans la série, le moteur du jeu de WWE SmackDown vs. Raw 2010 est Havok. Le logiciel a été utilisé pour améliorer la détection de collision,.

### Bande son
Certaines musiques des thèmes de certains catcheurs sont disponibles à écouter, les joueurs peuvent ainsi retrouver les chansons suivantes (écoutables dans le menu) :
| Artiste        | Titre               |
| -------------- | ------------------- |
| Lions          | "Start Movin'"      |
| Lynyrd Skynyrd | "Still Unbroken"    |
| The Parlor Mob | "Hard Times"        |
| Sick Puppies   | "You're Going Down" |
| Trivium        | "Down From The Sky" |
| Skillet        | "Hero"              |
| Skillet        | "Monster"           |
| Adelitas Way   | "Invincible"        |

### Commercialisation
De nombreuses promotions pour le jeu vidéo ont été publiées. La première vidéo est révélée dans l'édition du 11 août 2009 de Late Night with Jimmy Fallon durant une entrevue avec Triple H, montrant un match entre lui et Jimmy Fallon (créé dans le jeu vidéo).
Une vidéo annonçant la jouabilité et la création des personnages jouables a été ajoutée le 20 août 2009 sur GameSpot. Contrairement à l'année dernière[C'est-à-dire ?], la vidéo a été annoncée plus tard que prévu également à cause de la sortie du jeu WWE Legends of WrestleMania. Une publicité pour le jeu est plus tard diffusée en octobre exposant Kelly Kelly, Kofi Kingston et John Cena sur le thème de la musique intitulée "Step Up (I'm On It)" de Maylene & The Sons of Disaster. Certains magasins exposent également des petits bonus durant une pré-commande éventuelle du jeu. GameStop, EB Games et Game donnait des codes permettant de débloquer gratuitement le personnage jouable de Stone Cold Steve Austin,,. D'autres magasins donnaient des codes de triche pour débloquer quelques superstars et arènes comme The Rock (lors d'une commande sur Play.com) et deux salles dans les coulisses, le bureau de Vince McMahon's et le studio Dirt Sheet, dans le cas où le jeu aurait été commandé sur Amazon.co.uk. Si le jeu était commandé sur HMV, les joueurs avaient un DVD gratuit d'Hulk Hogan.
Originellement, le jeu était annoncé pour juin 2009 aux États-Unis et commercialisé le 10 novembre 2009. Cependant, la date de sortie a été avancée pour le 20 octobre 2009. Une démonstration jouable du jeu était disponible à la convention de fans au SummerSlam Axxess du 22 et 23 août 2009.
Le jeu s'est vendu à plus de 3,5 millions d'exemplaires dans le monde.

## Réception
WWE SmackDown vs. Raw 2010 reçoit une critique généralement favorable des médias vidéoludique. La version pour PlayStation 3 reçoit une note générale de 81,59 % et 83 sur 100 respectivement de la part des sites spécialisés GameRankings et Metacritic,. Cependant, la version pour Xbox 360 reçoit une note générale de 82,59 % et 80 sur 100 respectivement de la part de GameRankings et Metacritic,.
La majorité des notes ont été présentées pour les versions Xbox 360 et PlayStation 3. Le magazine GamesMaster  note la version Xbox 360 avec 90 %. Oliver Hurley du magazine PlayStation Official Magazine donne à la version PS3, un 8 sur 10. Greg Miller du site IGN attribue aux deux versions Xbox 360 et PS3 un 8,5 sur 10. Jeuxvideo.com attribue une note générale de 17/20 pour les deux versions PlayStation 3 et Xbox 360,.
Le jeu est cité dans Les 1001 jeux vidéo auxquels il faut avoir joué dans sa vie.